# Модульная тяговая подстанция
Модульная тяговая подстанция — тяговая подстанция (ТП), состоящая из отдельных транспортабельных модулей полной заводской готовности, расположенные внутри которых электротехнические и вспомогательные устройства полностью смонтированы, отрегулированы и испытаны на предприятии-изготовителе.

## Создание

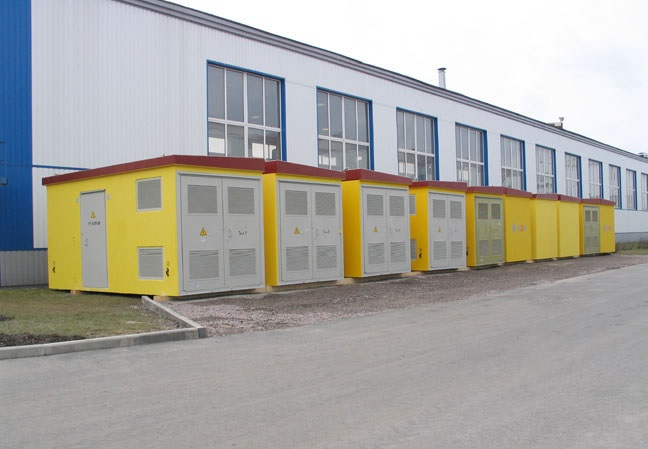

С 2000 года по заданию Департамента электроснабжения и электрификации начата разработка новой технологии монтажа ТП (комплектно-блочная или модульная), позволяющая в значительной степени преодолеть существующие проблемы, такие как большие сроки ввода в эксплуатацию ТП (8-12 месяцев), низкая эксплуатационная надёжность, большие капитальные расходы, значительные площади, занимаемые электрооборудованием. Суть данной технологии заключается в том, что на одном предприятии осуществляется исследование и конструирование, проектирование, производство, испытания, монтаж, наладка, сервисное и гарантийное обслуживание. В основу комплектно-блочных технологий положена концепция создания необслуживаемой подстанции без постоянного эксплуатационного персонала, которая базируется на следующих основополагающих принципах: 
- использование при сооружении новых и реконструкции действующих подстанций высоконадёжного оборудования, не требующего постоянного присутствия дежурного персонала и техническое обслуживание которого минимально
- применение средств автоматизации и функциональной диагностики всего оборудования подстанции, что позволяет перейти от обслуживания «по регламенту» к обслуживанию «по необходимости»

Внедрение данной технологии позволяет: 
- снизить потери электроэнергии в системе тягового электроснабжения и повысить энергетические показатели системы;
- сократить затраты на техническое обслуживание за счёт оптимизации трудовых, энергетических и материальных ресурсов;
- повысить надёжность функционирования всего оборудования и безопасность персонала;

По сравнению со стационарными ТП, комплектно-блочные тяговые подстанции имеют хорошую мобильность и сроки внедрения в работу, но все же присутствуют сложности в монтаже, обусловленные тем, что при обязательной стыковке модулей между собой необходимо производить выравнивание их по продольной оси, а также выполнять герметизацию и утепление стыков. Это в свою очередь требовало высокого качества выполнения фундамента и внедрения сложного опорно-регулировочного оборудования. Кроме того, стыковка модулей между собой заметно снижала показатели пожарозащищенности, мобильности, ремонтопригодности.

## Тяговая подстанция модульного типа
Благодаря усовершенствованию комплектно-блочной технологии появились некоторые особенности монтажа данной подстанции, что в свою очередь позволило исключить недостатки, с которыми пришлось столкнуться в начальный период использования комплектно-блочной технологии. Все модули подстанции снабдили несъёмными утеплёнными торцевыми стенками, на которых смонтированы проходные изоляторы, связанные с внутримодульными силовыми цепями и узлы выхода внутримодульных вторичных электрических цепей, снабжённые быстроразъёмными соединителями. Монтаж же самих модулей производится в определённом порядке с зазорами между соседними модулями.

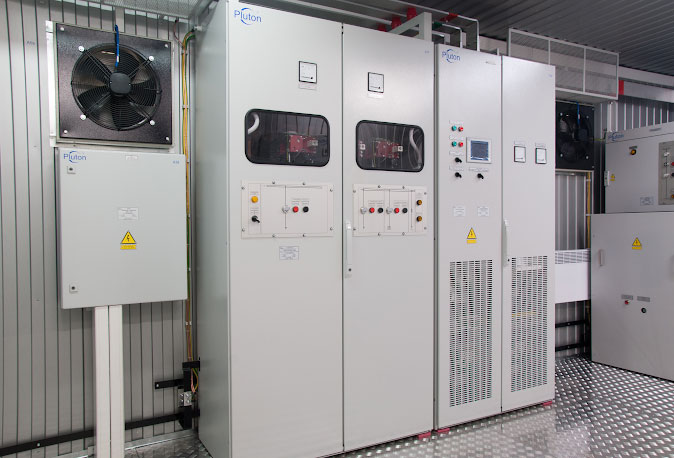

### Особенности
- снижение затрат на строительные работы (предъявляются минимальные требования к фундаменту в связи с отсутствием необходимости выравнивания модулей по продольной оси);
- простота монтажа (не нужно осуществлять стыковку модулей между собой, следовательно, не требуется герметизация и утепление стыков между собой);
- высокая мобильность (быстро транспортируется и монтаж подстанции происходит в кратчайшие сроки)
- пожарозащищенность (модули снабжены торцевым стенками и имеется зазор между ними, в результате чего при возникновении пожара огонь не распространяется по всей ТП);
- ремонтопригодность (при возникновении неисправности модуля он может быть выведен из работы, а на его место за малое время может быть установлен исправный модуль);
- размещение подстанции на отведённом участке местности (из-за отсутствия стыковки модулей не требуется размещение их по одной оси).

Создание комплекта укрупнённых функциональных блоков полной заводской готовности позволяет реализовать все требуемые типы подстанций и в то же время учесть особенности конкретных условий в каждом отдельном случае. Функциональные блоки могут размещаться в любой «оболочке» — в тоннеле, капитальном или быстровозводимом здании, металлическом или бетонном контейнере.

## Функциональные блоки в распределительных устройствах

### Открытое распределительное устройство 110 (220) кВ
ОРУ 110 (220) кВ предназначено для питания понижающих трансформаторов и преобразователей, используется для питания нетяговых потребителей, высоковольтных линий и трансформаторов района. Схемные и конструктивные решения ОРУ на 110 и 220 кВ принципиально одинаковы.
Сборные шины ОРУ сооружают на железобетонных порталах. Все коммутационное оборудование: высоковольтные выключатели, трансформаторы напряжения, трансформаторы тока, разрядники — размещают на одном уровне. Установка оборудования должна быть выполнена с учётом минимальных расстояний между токоведущими частями, токоведущими частями и заземлёнными конструкциями, а также минимальных безопасных расстояние до частей, находящихся под напряжением.
В данном ОРУ рекомендуется применять элегазовые колонковые выключатели типа ВГТ, ВГУ, ВГГ, элегазовые баковые выключатели ВЭБ, ВГБЭ, элегазовые трансформаторы тока TG и напряжения НКФ, разъединители SFG, РДП, с гибкими и жёсткими шинопроводами.

### Распределительное устройство 27,5 кВ переменного тока
Распределительное устройство переменного тока на напряжение 27,5 кВ (РУ-27,5 кВ) используется для питания тяговых сетей переменного тока.
РУ-27,5 кВ служат для приёма и распределения напряжения 27,5 кВ от понижающих силовых трансформаторов, передачи напряжения в тяговую сеть, в цепи питания фидеров «два провода — рельс», в цепи собственных нужд тяговых подстанций, организации плавки гололёда и профилактического подогрева проводов контактной сети, подключения фильтр-компенсирующих устройств.
Различают РУ-27,5 кВ наружной (ОРУ) и внутренней (ЗРУ) установки. ЗРУ-27,5 кВ может быть с элегазовой или воздушной изоляцией. Монтаж тяговой подстанции заключается в расстановке блоков на специально подготовленной территории с фундаментами. Основными достоинствами блоков ОРУ являются простота конструкции, монтажа, наладки, эксплуатации и технического обслуживания, доступность компонентов для проведения ревизий и осмотров.

### Распределительное устройство 3,3 кВ постоянного тока
Распределительные устройства постоянного тока на напряжение 3,3 кВ (РУ-3,3 кВ) используются для питания тяговых сетей постоянного тока. Они служат для приёма выпрямленного напряжения 3,3 кВ от преобразовательных агрегатов, передачи напряжения в тяговую сеть, организации плавки гололёда и профилактического подогрева проводов контактной сети, подключения инверторов, подключения сглаживающих устройств (устройств фильтрации).
РУ-3,3 кВ выполняют на базе функциональных блоков полной заводской готовности.

### Распределительные устройства 6 (10) кВ и распределительные устройства ВЛ СЦБ
Распределительные устройства переменного тока на напряжение 6 (10) кВ (РУ- 6(10) кВ) используются для питания трёхфазных сетей с изолированной и ли заземлённой нейтралью. РУ-6(10) кВ ВЛ СЦБ используются для питания устройств железнодорожной автоматики и связи. РУ-6(10) кВ и РУ ВЛ СЦБ выполняются также на базе функциональных блоков полной заводской готовности.
В последнее время РУ 6(10) кВ стараются минимизироваться по габаритам ячеек или камер с высоковольтным оборудованием за счёт надёжных компонентов, применения новых электроизоляционных материаолов.

### Выпрямительный агрегат
Выпрямительный агрегат реализован в виде функционального блока и служит для преобразования переменного тока в постоянный напряжением 3,3 кВ по шести — или двенадцатипульсной схеме выпрямления в системе тягового электроснабжения железных дорог.
В состав выпрямительного агрегата входят две (номинальный ток 1600 А) или четыре (номинальный ток 3200 А) выпрямительные секции с системой управления, защиты и сигнализации.
Конструктивно функциональный блок имеет габаритно-присоединительные размеры, легко обеспечивающие установку выпрямительных блоков в одном ряду с РУ-3,3 кВ с общей системой шин.
Параметры выбранных элементов выпрямительных секций согласованы со специально разработанными для них тепловыми трубами системы охлаждения. Это обеспечивает высокую перегрузочную способность агрегатов при естественном охлаждении.
Защита от сетевых и схемных перенапряжения эпизодического и периодического характера осуществляется с помощью RC-цепей, устанавливаемых параллельно диодам. Класс напряжения полупроводниковых приборов, используемых в агрегате, обеспечивает четырёхкратный запас по напряжению и позволяет обеспечить его работоспособность даже при отказе одного из диодов, последовательно включённых в фазе выпрямителя. Для защиты от сетевых и атмосферных перенапряжений использованы нелинейные ограничители.
При замене диодов не требуется применения специального динамометрического ключа, так как используемый прижимной механизм позволяет визуально контролировать сжатие диодного столба с необходимым усилием, обеспечивающим хороший тепловой контакт с охладителем и тем самым надёжность работы приборов и агрегата в целом.

### Собственные нужды
Собственные нужды тяговой подстанции включают:
- функциональный блок собственных нужд переменного тока;
- функциональный блок собственных нужд постоянного тока.

Функциональные блоки собственных нужд являются законченными изделиями, имеют полную заводскую готовность для поставок «под ключ» и включают в себя аппаратуру коммутации силовых цепей 0,4 кВ, 0,23 кВ, защиты, управления, автоматики, измерения и сигнализации, а также контроллер, входящий в распределённую систему телемеханики подстанции.

#### Блок собственных нужд переменного тока
Собственные нужды предназначены для приёма и распределения электрической энергии трёхфазного переменного тока частотой 50 Гц, который состоит из низковольтных распределительных шкафов 0,4 кВ и шкафа контроллера.
Модульная, универсальная структура построения блока позволяет реализовать схемотехническое, функционально законченное решение:
- с одним или двумя шкафами ввода;
- с одним или двумя шкафами резервного ввода;
- с одним или двумя шкафами питания ВЛ СЦБ;
- с любым количеством шкафов отходящих фидеров.

В качестве историков основного питания собственных нужд используются трансформаторы собственных нужд (ТСН) мощностью до 630 кВˑА. В качестве источников резервного питания могут использоваться:
- резервные ТСН;
- дизель-генератор;
- источник бесперебойного питания.

В нормальном режиме включён один ввод, второй находится в резерве.

#### Блок собственных нужд постоянного тока (СН)
Блок СН предназначен для питания ответственных потребителей тяговой подстанции (цепи автоматики, управления, защиты). Совместно аккумуляторной батареей (АБ) и зарядно-выпрямительными устройствами (ЗВУ) блок образует систему бесперебойного питания потребителей постоянным током.
Блок СН постоянного тока обеспечивает измерение:
- напряжения на шинах +ШВ и +ШУ;
- тока заряда — разряда АБ;
- тока потребления цепей +ШУ;
- сопротивления изоляции шин с сигнализацией их состояния.

Блок СН постоянного тока включает в себя:
- шкафы распределительных внешних подключений, в которых размещается вся необходимая коммутационная аппаратура;
- зарядное устройство.